# 1989年欧州議会議員選挙 (イギリス)
1989年欧州議会議員選挙（1989ねん おうしゅうぎかい ぎいんせんきょ）は、欧州共同体（欧州連合の前身）の議会である欧州議会の議員を選出するために行われた選挙である。本稿ではイギリスにおける欧州議会議員選挙の結果について取り上げる。

## 概要
- 議員の任期：5年
- 欧州議会議員定数（イギリスへの割り当て分）：81議席 
  - イギリス本島：78議席
  - 北アイルランド：3議席
- 選挙区と選挙制度
  - イギリス本島：78選挙区（小選挙区制）
  - 北アイルランド：1選挙区（中選挙区制 - 単記移譲式投票）
- 選挙権：18歳以上

## 選挙結果
- 投票日：1989年6月15日
- 投票率：36.2％

| 党派                                        | 得票      | ％   | 議席 |
| ------------------------------------------- | --------- | ---- | ---- |
| 労働党 （Labour）                           | 6,153,640 | 39.0 | 45   |
| 保守党 （Conservative）                     | 5,331,077 | 33.0 | 32   |
| 緑の党 （Green）                            | 2,292,705 | 14.5 | 0    |
| 社民党・自由党連合 （SDP-Liberal Alliance） | 986,292   | 6.2  | 0    |
| スコットランド国民党 （SNP）                | 406,686   | 2.6  | 1    |

- 出典：The European Elections in 1989－UK Office of the European Parliament

| 党派                     | 得票    | ％   | 議席 |
| ------------------------ | ------- | ---- | ---- |
| 民主統一党 （DUP）       | 160,110 | 29.9 | 1    |
| 社会民主労働党 （SDLP）  | 136,335 | 25.5 | 1    |
| アルスター統一党 （UUP） | 118,785 | 22.2 | 1    |

- 北アイルランドの投票率：48.8％
- 有効投票数：534,811票
- 出典：The 1989 European elections－Northern Ireland Elections